# Emersonella lemae
Emersonella lemae är en stekelart som beskrevs av Girault 1916. Emersonella lemae ingår i släktet Emersonella och familjen finglanssteklar.
Artens utbredningsområde är:
- Colombia.
- Costa Rica.
- Dominikanska republiken.
- Honduras.

Inga underarter finns listade i Catalogue of Life.